# サブスク彼女
『サブスク彼女』（サブスクかのじょ）は、山本中学による日本の漫画作品。日本文芸社のアプリ『マンガTOP』にて、2020年7月8日から2021年8月4日まで連載された。単行本は全2巻。
本命彼女に選ばれない虚しさから、同じような境遇の女性を誘って月額課金制で様々な男性の「サブスク彼女」を始めた女性と、彼女に想いを寄せる高校時代の同級生との恋愛模様を描くエロティックラブストーリー。
『週刊漫画ゴラク』（同社）の2020年11月13日号に出張掲載された。
2023年5月8日（7日深夜）から6月26日（25日深夜）まで、朝日放送テレビにてテレビドラマが放送された。

## 登場人物
トモ
本命彼女に選ばれない虚しさから、「サブスク彼女」というサービスを始める女子大生。
コースケ
トモの高校時代の同級生。ずっと想いを寄せていたトモに告白しOKの返事をもらうが、同時に自分はサブスクだと言われる。
混乱しながらも、トモだけを選べばいいと考え「サブスク彼女」の利用者になるが、サービスを辞めるよう説得をする。

## 書誌情報
- 山本中学『サブスク彼女』日本文芸社〈ニチブンコミックス〉、全2巻
  1. 2021年2月19日発売[5][6]、ISBN 978-4-537-14342-3
  2. 2021年10月18日発売[7]、ISBN 978-4-537-14421-5

## テレビドラマ
2023年5月8日（7日深夜）から6月26日（25日深夜）まで、朝日放送テレビ（関西ローカル）にて放送された。主演は紺野彩夏。
朝日放送テレビ制作の連続ドラマを、DMM.comが運営する総合動画配信サービス「DMM TV」にて独占配信する共同企画の第1弾作品。

### キャスト

#### 主要人物
トモ
演 - 紺野彩夏
本命彼女に選ばれない虚しさから、「サブスク彼女」というサービスを始める女子大生。
コースケ
演 - 望月歩
トモの高校時代の同級生。想いを寄せるトモに「サブスク彼女」を辞めるよう説得するが、初めてのサービス利用者となる。
なーちゃん〈24〉
演 - 寺本莉緒
派遣バイトで働く「サブスク彼女」。寂しさを男性で埋めるベテランの拗らせ女子。
引き留められることを期待しヨリに「サブスク彼女」と打ち明けるが、スルーされる。
ヨリ / 宝満頼人（ほうまん よりと）〈30〉
演 - 内藤秀一郎
バイトをしながら役者を目指す劇団員の男性。なーちゃんのセフレ。
なーちゃんに教えられた「サブスク彼女」に興味を持ち、利用者になる。
スミレ / 寺門スミレ〈32〉
演 - 逢沢りな
バリキャリ女子。年上のお姉さんタイプの「サブスク彼女」。

#### ゲスト

##### 第1話
カズキ
演 - 柾木玲弥（第7話）
トモの元カレ。トモがサブスク彼女を始めるきっかけとなる。
カズキの彼女
演 - 白河芹
カズキの本命彼女。

##### 第2話
シオン
演 - 安部伊織（最終話）
トモの高校時代のイケメン同級生。トモから映画に誘われるが、部活を理由に返事を渋る。
トモの友達
演 - 那須愛理佳（最終話）
トモに頼まれ、カフェオレをすぐに買いに行くコースケを見て「ちょろいな」とつぶやく。
ルイ、アヤ
演 - 杉原亜実、石井凛凛子
トモのカフェオレを買いに行ったコースケをカラオケに誘う。
劇団員
演 - 西田稜海（役名：大和じゅんや）、木村文哉（最終話）
ヨリの所属する「劇団ストームズ」の役者。
野沢
演 - 加納和可子（第6話・第7話）
コースケが宿泊するネットカフェの店員。

##### 第3話
山野
演 - 谷恭輔（第7話）
スミレの部署の同期社員。スミレにライバルとして対等に接する。
吉谷
演 - 山口森広（第7話）
スミレの部署の部長。パワハラ・セクハラ気質。
田村
演 - 影山徹（第7話）
スミレの部署の同僚社員。
遠藤（えんどう）
演 - 朝井瞳子（第7話）
スミレの部署に配属された、新卒採用の社員。
豊田
演 - 大原千里
スミレの担当する取引先の商社の上役。スミレのプレゼンに、経験を積んだ社員の意見を聞きたいと彼女を軽くあしらう。
本田
演 - 梅田脩平
スミレの担当する取引先の商社の社員。スミレを食事に誘うが、上手くかわされる。

##### 第5話
山田
演 - 日下有
ヨリがアルバイトする映画館のスタッフ。ヨリに無理してシフトを入れなくてよいと気を使い、映画に出演したら教えてくれと声をかける。
れいにゃ
演 - 高梨優佳
トモからサブスク彼女の説明をうける女性。サブスク彼女を始めても、結局トモは搾取されて傷ついていると指摘する。
三上
演 - 倉田あさみ
ヨリが受けに行ったオーディションの係員。
山崎、田淵
演 -河野逸郎、志村宗一郎
ヨリが受けに行ったオーディションの審査員。

##### 第6話
ナンパ男
演 - 榎本桜
なーちゃん、スミレと食事会をした帰りのトモをナンパしようとする。

##### 最終話
美優
演 - 中山佳子
なーちゃんの知人。ヨリとなーちゃんが初めてであったコンパの参加者。
山田
演 - 早乙女駿治
サブスク彼女の関係者が訪れた映画館のスタッフ。サブスク彼氏の登録者。

### スタッフ
- 原作 - 山本中学『サブスク彼女』（日本文芸社）[4]
- 企画・プロデュース - 清水一幸[4]
- 脚本 - 川原杏奈[4]
- 音楽 - 坂本秀一[4]
- オープニングテーマ - こはならむ「ずぎゅんぎゅんゆらり」（avex trax）[23]
- エンディングテーマ - 理芽「ルフラン feat.笹川真生」（KAMITSUBAKI RECORD）[23]
- 監督 - 小村昌士、大畑貴耶、脇坂侑希[4]
- プロデューサー - 川村未来、森永恭平（レプロエンタテインメント）、加瀬将則（レプロエンタテインメント）、後藤和弘（isai）[4]
- 制作協力 - レプロエンタテインメント、isai[4]
- 制作著作 - 朝日放送テレビ[4]

### 放送日程
※ 放送日は制作局・朝日放送テレビ基準。
| 話数      | 放送日  | サブタイトル                     | 監督     |
| --------- | ------- | -------------------------------- | -------- |
| Episode.1 | 5月08日 | 私からサブスク彼女になってあげる | 小村昌士 |
| Episode.2 | 5月15日 | 選びたいホーダイだもんね         | 小村昌士 |
| Episode.3 | 5月22日 | 好きにならずに済むっていう安心感 | 小村昌士 |
| Episode.4 | 5月29日 | 私の本性見にくる?                | 脇坂侑希 |
| Episode.5 | 6月05日 | ずうずうしい女                   | 小村昌士 |
| Episode.6 | 6月12日 | 「本当の好き」がほしいよ         | 大畑貴耶 |
| Episode.7 | 6月19日 | 大丈夫になって、いいよね?        | 大畑貴耶 |
| Episode.8 | 6月26日 | 今の私の、本当の言葉             | 小村昌士 |

| 朝日放送テレビ 月曜 0:55 - 1:30                                              | 朝日放送テレビ 月曜 0:55 - 1:30         | 朝日放送テレビ 月曜 0:55 - 1:30       |
| 前番組                                                                       | 番組名                                  | 次番組                                |
| ---------------------------------------------------------------------------- | --------------------------------------- | ------------------------------------- |
| 僕らのミクロな終末 （2023年1月30日 - 3月20日） ↓ 穴埋め番組 【バラエティ枠】 | サブスク彼女 （2023年5月8日 - 6月26日） | ●●ちゃん （2023年8月21日 - 10月23日） |